# اسکر
برای پدیده‌ای زمین‌شناختی به نام اسکر به مارتپه نگاه کنید.
اسکر، روستایی از توابع بخش رابر شهرستان رابر در استان کرمان ایران است. آب و هوای آن بسیار مطبوع و دارای تابستان و بهار معتدل و زمستانی سرد است. این روستا جزو روستا های گردشگری بوده و سالانه گردشگران زیادی به این روستا سفر می کنند،  جمعیت این دهستان دراستان کرمان  قرار دارد و براساس سرشماری مرکز آمار ایران در سال ۱۳۸۵، جمعیت آن ۲٬۰۸۰ نفر (۴۹۴خانوار) بوده‌است.
این روستا در دامنه کوه شاه شهرستان رابر قرار دارد این روستا از چندین طایفه تشکیل شده که قدیمی ترین آن از تبار و طایفه ایل مهنی قدیمی ترین ایل استان کرمان میباشند. دیگر طایفه ها، سیوندی،کاظمی، جعفری، سالاری وسلاجقه هستند که تا سالها قبل زندگی عشایر گونه و سیاه چادری داشتند.به کار کشاورزی و دامپروی مشغول هستند و امرار معاش میکنند.متاسفانه در سالهای اخیر و با وجود تکنولوژی رنگ و بوی اداب و رسوم محلی و زندگی اصیل ساکنان آن دچار تغییر و تحول شده است.
این روستا محصولاتی چون گردو درختان میوه و ... را به صورت انبوه تولید می‌کند.